# Марков, Алексей Тарасович
Алексе́й Тара́сович Ма́рков, в документах также Марков 2-й (12 [24] марта 1802, Новгород — 28 марта [12 марта] 1878, Санкт-Петербург) — русский исторический живописец, сторонник академизма, важная фигура среди петербургских художников николаевской эпохи, педагог; младший брат жанриста Михаила Маркова. Академик (с 1836) и профессор (с 1842; заслуженный профессор с 1865) Императорской Академии художеств, наставник Ивана Крамского и ряда других известных мастеров пореформенной эпохи. Действительный статский советник (1861).

## Биография
Уроженец Новгорода, младший из двух сыновей часового мастера Тараса Петровича Маркова (род. 1758), бывшего воспитанника Императорской Академии художеств. В 1813—1824 годах учился в Императорской Академии художеств и развился в ней под руководством А. И. Иванова, А. Е. Егорова и В. К. Шебуева.
Получив в 1824 году, за свои успехи в рисовании и живописи, две серебряные медали, малую и большую, в том же году окончил академический курс получив аттестат 1-й степени со шпагой и малой золотой медалью, присужденною ему за исполненную по программе картину: «Приам испрашивает у Ахиллеса труп Гектора» (с 1950 года находится в Эрмитаже) и оставлен при Академии (1825), в качестве пенсионера, для дальнейшего усовершенствования.
В 1827 году, в качестве программы на получение большой золотой медали, Алексей Марков занялся написанием картины по сюжету коронации Николая I (с 1951 года в Эрмитаже); хотя картина была представлена на академической выставке 1827 года, по неизвестным причинам она осталась неоконченной. Затем, в 1830 году, за картину по другому сюжету — «Сократ перед своей кончиной беседует с учениками о бессмертии души» (находилась в Музее Академии художеств, дальнейшая судьба неизвестна; эскиз сепией сохранился в Словцовском музее в Тюмени) — Марков был удостоен искомой награды и отправлен на казённый счет за границу в качестве пенсионера Академии художеств.
В Дрездене и Риме Марков написал копии с «Сикстинской Мадонны» и «Пожара в Борго» Рафаэля (обе в Музее Академии художеств в Петербурге), а вслед за ними исполнил картину собственной композиции — аллегорию «Фортуна и нищий» на сюжет одноимённой басни Ивана Крылова, представленную на академической выставке 1836 года (одновременно с «Явлением Христа Марии Магдалине» Александра Ива́нова) и доставившую Маркову звание академика, и оконченный эскиз — «Христианские мученики в Колизее».
За упомянутый эскиз, в 1842 году, Академия признала Маркова профессором 2-й степени. В 1852 году он был повышен в профессоры 1-й степени, а с 1865 года имел звание заслуженного профессора.
Не обладая особенно сильным талантом, но будучи прекрасным рисовальщиком и человеком добросовестным и усердным, Марков принёс пользу русскому искусству преимущественно своей преподавательской деятельностью; он отличался особым вниманием к молодым художникам, вследствие чего в ученики к нему они записывались в большем числе, чем к другим профессорам.
Из произведений Маркова должно указать, сверх вышепоименованных, на огромную картину: «Иосиф, в Египте, встречает своих братьев», в аттике Исаакиевского собора, два плафона в том же храме, образа иконостаса в Благовещенской церкви конно-гвардейского полка, живопись на парусах купола Введенской церкви семёновского полка и колоссальный плафон главного купола в московском храме Христа Спасителя (был уничтожен, вместе со всем старым храмом, в 1931 году; реконструирован при строительстве существующего храма в 1990-е годы), изображающий Триипостасного Бога — одно из замечательнейших созданий русской живописи, в котором, однако, Маркову принадлежит только композиция, а её обработка и письмо — Ивану Макарову, Ивану Крамскому, Николаю Кошелеву и Богдану Венигу.
Похоронен на Смоленском православном кладбище (уч. 4, между южным фасадом Смоленской церкви и Петроградской дорожкой). На могиле сохранился гранитный постамент, изготовленный мастером А. Бариновым; бронзовый бюст работы скульптора Василия Крейтана (1883) был в 1920-е годы снят и отправлен в бронзолитейную мастерскую Главнауки в Москве, с 1930 года — в Русском музее.

## Отзывы современников о творчестве художника
|                                             | Был также профессором Алексей Тарасович Марков. Это — адамова голова со стоящей в разнотык щетиной. К. П. Брюллов окрестил его в Колизей Фортуныча, нищего профессора в долг. Это потому, что он только и сотворил в жизни картину «Фортуна и нищий» и написал за все восемь лет римского жития эскиз «Колизей, или первые мученики христианства», пообещав написать картину. Двадцать пять лет белый холст стоял в его мастерской, и картину никто не увидел. Но, оставя эти насмешки в сторону, всякий из нас отдаст ему справедливость, что это был лучший профессор и преподаватель, а потому учеников у него было более всех. |
| А. П. Боголюбов. «Записки моряка-художника» | |

|                                                                                          | В особенности Тон покровительствовал бездарному А. Т. Маркову, прозванному художниками «Колизей Тарасовичем», за то, что по возвращении из-за границы он представил эскиз «Христианские мученики в Колизее», да так и остановился на эскизе и ничего никогда не произвёл, кроме невозможного образа Николая Чудотворца в Академической церкви. Ему-то Тон предоставил написать купол Храма Спаса. 110 тыс. руб. назначено было за работы Маркову, цена громадная, особенно потому, что при таланте Маркова нельзя было ручаться за хорошее исполнение. Эскиз был написан совершенно бездарно. Несмотря на это, когда подготовка и штукатурка были готовы, Марков очень важно заговорил о начатии работ, о необходимости найти помощников, чтоб делать картоны и писать плафон. Он отправился в Москву и вскоре узнали, что живописные работы взял на себя известный портретист Макаров, а картоны стал рисовать Крамской, ученик Академии, из числа отказавшихся от конкурса, так что собственно работы Маркова оставался один эскиз, да и тот исправленный и изменённый Крамским и Макаровым. Говорили, что помощники Маркова стоили ему не более 20 тыс. руб., так что на его долю оставалась порядочная сумма. |
| Ф. Ф. Львов. «Воспоминания бывшего конференц-секретаря императорской Академии художеств» | |

## Галерея
- Исторические картины
- Приам, испрашивающий у Ахиллеса тело Гектора. 1824
Холст, масло. 111,5 × 141,8 см
Эрмитаж, Санкт-Петербург[8]
- Фортуна и нищий. 1836
Холст, масло. 215 × 162 см
Русский музей, Санкт-Петербург
- Евстафий Плакида в Колизее. Около 1836—1842
Холст, масло. 98 × 136,5 см (верх закруглён)
Третьяковская галерея, Москва

- Образа́ для Благовещенской церкви Конногвардейского полка. Около 1845–1849
- Богоматерь с Младенцем
Холст, масло. 285 × 153 см
Русский музей, Санкт-Петербург
- Апостол Павел
Холст, масло. 212 × 89,5 см (верх закруглён)
Русский музей, Санкт-Петербург
- Апостол Пётр
Холст, масло. 212 × 89,5 см (верх закруглён)
Русский музей, Санкт-Петербург
- Василий Великий
Холст, масло. 212 × 89 см (верх закруглён)
Русский музей, Санкт-Петербург
- Григорий Богослов
Холст, масло. 212 × 89,5 см (верх закруглён)
Русский музей, Санкт-Петербург
- Иоанн Златоуст
Холст, масло. 213,5 × 90 см (верх закруглён)
Русский музей, Санкт-Петербург
- Николай Чудотворец
Холст, масло. 212 × 89 см (верх закруглён)
Русский музей, Санкт-Петербург